# Anna Karenina (film 1967)
Anna Karenina (ros. Анна Каренина, Anna Karienina) – radziecki film  z 1967 roku wyreżyserowany przez Aleksandra Zarchiego będący adaptacją powieści Lwa Tołstoja o tym samym tytule. Od 1911 roku jest to piętnasta adaptacja tego utworu.

## Obsada
- Tatjana Samojłowa jako Anna Karenina
- Nikołaj Gricenko jako Karenin
- Wasilij Łanowoj jako Wroński
- Jurij Jakowlew jako Stiwa Obłoński, brat Anny
- Boris Gołdajew jako Konstanty Lewin
- Ija Sawwina jako Dolly Obłonska, żona Stiwy
- Anastasija Wiertinska jako Kitty
- Maja Plisiecka jako Betsy
- Lidija Suchariewska jako Lidia Iwanowna
- Wasilij Sachnowski jako Sierioża
- Kłara Rumianowa jako Sierioża (głos)
- Anatolij Kubacki jako Matwiej, kamerdyner Stiwy

## Wersja polska
Opracowanie: Studio Opracowań Filmów w Warszawie

Reżyseria: Zofia Dybowska-Aleksandrowicz

Głosów użyczyli:
- Aleksandra Śląska jako Anna Karenina
- Jan Kreczmar jako Karenin
- Andrzej Łapicki jako Wroński
- Wieńczysław Gliński jako Stiwa Obłoński
- Tadeusz Janczar jako Konstanty Lewin
- Ewa Wawrzoń jako Dolly
- Małgorzata Włodarska jako Kitty
- Zofia Mrozowska jako Betsy
- Zofia Raciborska jako Sierioża

Źródło: